# Hansa cotundo
Hansa cotundo är en fjärilsart som beskrevs av Nicolay 1980. Hansa cotundo ingår i släktet Hansa och familjen tjockhuvuden. Inga underarter finns listade i Catalogue of Life.